# Jon Jay
Pour les articles homonymes, voir Jay.
Jonathan Henry Jay (né le 15 mars 1985 à Miami, Floride, États-Unis) est un ancien voltigeur de la Ligue majeure de baseball.
Du début de sa carrière en 2010 jusqu'en 2015, il évolue pour les Cardinals de Saint-Louis, avec qui il participe à la conquête de la Série mondiale 2011.

## Carrière

### Cardinals de Saint-Louis
Après des études secondaires à la Columbus High School de Miami (Floride), Jon Jay suit des études supérieures à l'Université de Miami où il porte les couleurs des Hurricanes de Miami de 2004 à 2006.  
Il est repêché le 6 juin 2006 par les Cardinals de Saint-Louis au deuxième tour de sélection et perçoit un bonus de 480 000 dollars à la signature de son premier contrat professionnel le 28 juin 2006. 

#### Saison 2010
Il passe trois saisons en Ligues mineures avant d'effectuer ses débuts en Ligue majeure le 26 avril 2010 contre les Braves d'Atlanta. Il réussit un double comme premier coup sûr en carrière le 30 avril face aux Reds de Cincinnati. Il frappe son premier circuit le 1er juin contre Johnny Cueto des Reds de Cincinnati. Jay termine sa première saison avec une excellente moyenne au bâton de ,300 en 105 parties. Auteur de quatre circuits, il totalise 27 points produits.

#### Saison 2011

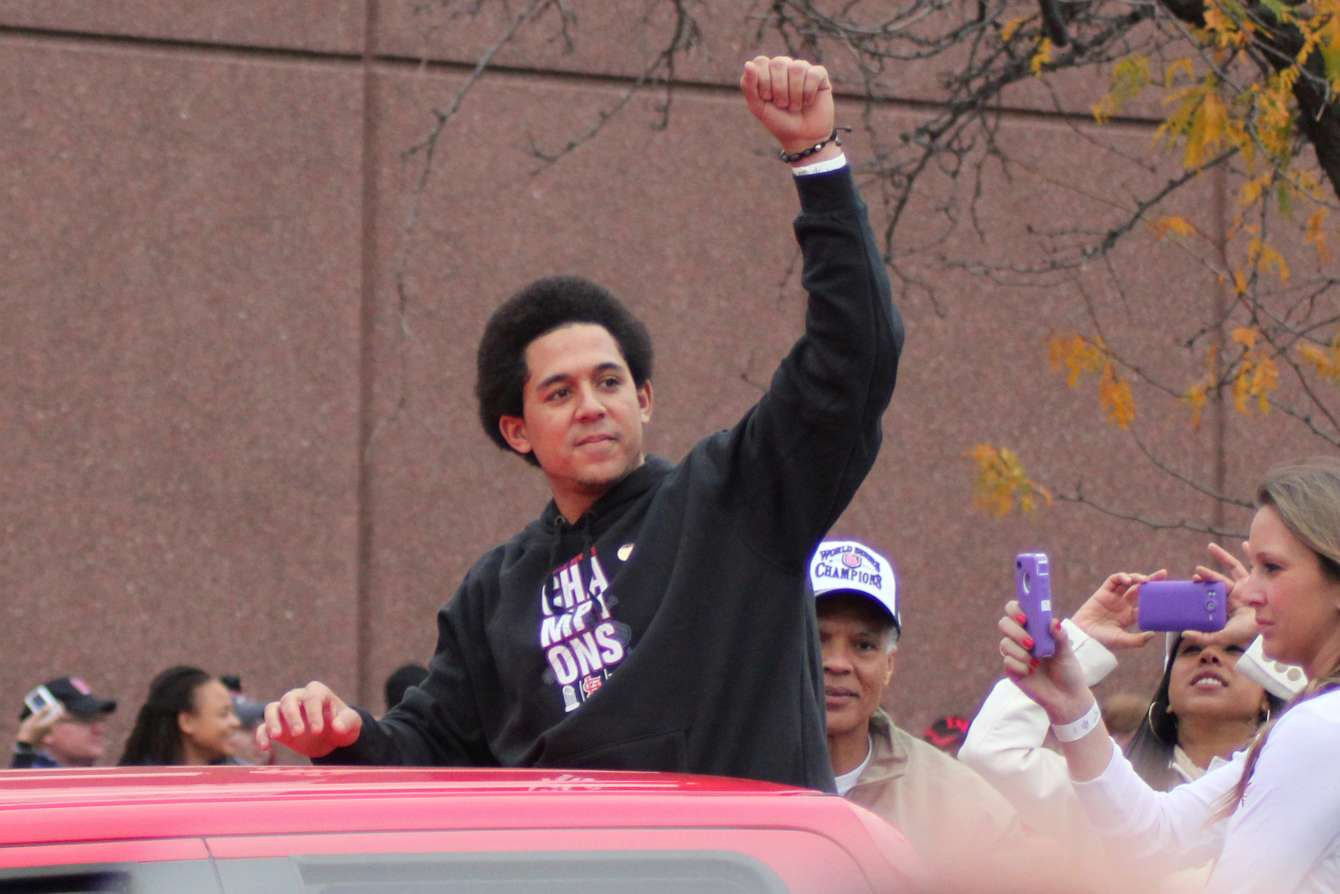
Jon Jay dans le défilé des champions de la Série mondiale le 30 octobre 2011 à Saint-Louis.

En 2011, il fait partie du trio de voltigeurs des Cardinals et dispute 159 parties sur les 162 de saison régulière. Il maintient une moyenne au bâton de ,297 avec 10 circuits et 37 points produits. Jouant pour la première fois en séries éliminatoires, il participe à la conquête de la Série mondiale 2011, remportée par Saint-Louis sur les Rangers du Texas.
Jon Jay est le joueur des majeures le plus souvent (20 fois) atteint par un lancer en 2014.

### Padres de San Diego
Le 8 décembre 2015, les Cardinals échangent Jon Jay aux Padres de San Diego contre Jedd Gyorko, un joueur de champ intérieur évoluant principalement au deuxième but. Il frappe pour ,291 de moyenne au bâton en 90 matchs des Padres en 2016.

### Cubs de Chicago
Jay s'aligne avec les Cubs de Chicago en 2017 et maintient une moyenne au bâton de ,296 en 141 matchs.

### Royals de Kansas City
Il rejoint les Royals de Kansas City le 6 mars 2018.

## Statistiques
| Saison | Équipe      | G   | AB  | R  | H  | 2B | 3B | HR | RBI | SB | BA   |
| ------ | ----------- | --- | --- | -- | -- | -- | -- | -- | --- | -- | ---- |
| 2010   | Saint-Louis | 105 | 287 | 47 | 86 | 19 | 2  | 4  | 27  | 2  | .300 |
| Totaux | Totaux      | 105 | 287 | 47 | 86 | 19 | 2  | 4  | 27  | 2  | .300 |

Note : G = Matches joués ; AB = Passages au bâton; R = Points ; H = Coups sûrs ; 2B = Doubles ; 3B = Triples ; 
HR = Coup de circuit ; RBI = Points produits ; SB = Buts volés ; BA = Moyenne au bâton.